# 대한항공 769편 착륙 사고
대한항공 769편 착륙 사고는 2007년 1월 6일 대한항공 소속 보잉 737-900 여객기가 활주로가 아닌 유도로에 착륙한 사고이다. 인명 피해는 없었다.

## 같이 보기
대한항공의 사건 및 사고